# Erik Van Den Eynden
Erik Van Den Eynden (Duffel, 1968) is een Belgisch voormalig bankier. Van 2017 tot 2020 was hij CEO van ING België. Sinds 2021 is hij CEO van investeringsmaatschappij Straco.

## Levensloop
Erik Van Den Eynden liep school aan het Onze-Lieve-Vrouwecollege in Antwerpen. Hij studeerde toegepaste economische wetenschappen aan de Universiteit Antwerpen (1989).
In 1990 ging hij aan de slag bij de Bank Brussel Lambert (BBL), die in 1998 door de Nederlandse ING Groep werd overgenomen en tot ING België werd omgevormd. Tussen augustus 2007 en juni 2009 was hij aan de slag bij de Nederlandse verzekeringsmaatschappij Nationale Nederlanden in Den Haag. In juli 2009 keerde hij terug naar ING België en werd er CEO van de verzekeringsafdeling van de bank. In september 2012 werd Van Den Eynden hoofd Midcorporates and Institutionals en in maart 2017 in opvolging van Rik Vandenberghe CEO. In juni 2020 nam Van Den Eynden ontslag als CEO van ING België. Hij bleef in dienst tot september dat jaar en werd ad interim opgevolgd door financieel directeur Hans De Munck en later door Peter Adams. Hij overzag onder meer een zware herstructurering aangekondigd door zijn voorganger en een verlies van ongeveer 3.000 banen.
In maart 2021 werd Van Den Eynden CEO van investeringsmaatschappij Straco.